# 福盖尔农
福盖尔农（法語：Fauguernon，法語發音：[foɡɛʁnɔ̃] ⓘ）是法国卡尔瓦多斯省的一个市镇，属于利雪区。

## 地理
福盖尔农（49°11'30"N, 0°16'16"E）面积7.41 平方千米，位于法国诺曼底大区卡爾瓦多斯省，该省份为法国西北部沿海省份，北濒大西洋英吉利海峡，东北与滨海塞纳省以海上边界相接，东临厄尔省，南至奧恩省，西与芒什省接壤。
与福盖尔农接壤的市镇（或旧市镇、城区）包括：埃米瓦勒莱沃、穆瓦约、诺罗勒、罗克、圣菲尔贝德尚。

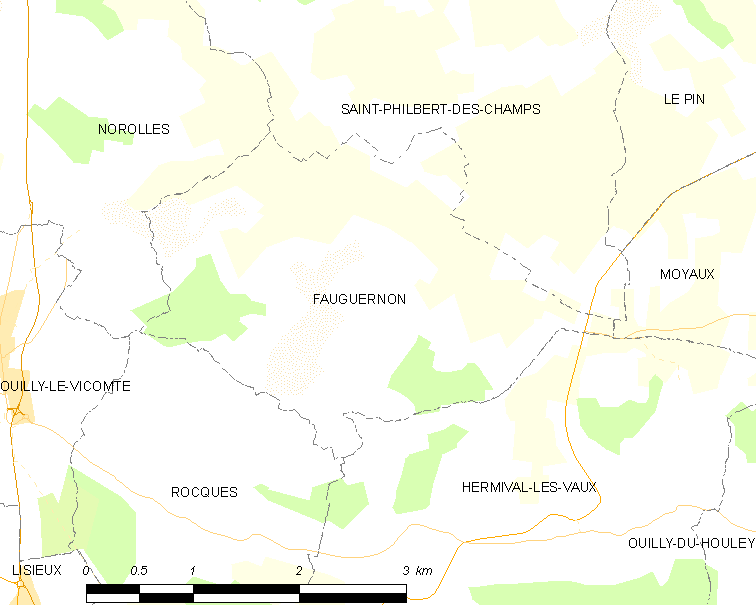
福盖尔农的OSM定位图

福盖尔农的时区为UTC+01:00、UTC+02:00（夏令时）。

## 行政
福盖尔农的邮政编码为14100，INSEE市镇编码为14260。

## 政治
福盖尔农所属的省级选区为蓬莱韦克县。

## 人口

1962-2008年间福盖尔农人口变化图示

福盖尔农于2022年1月1日时的人口数量为228人。